# Edouard Dieffenbach
Edouard Xavier Dieffenbach, född 30 januari 1897 i Strassburg, dåvarande Kejsardömet Tyskland, död 16 juli 1976 i Antananarivo, Madagaskar, var en fransk officer i Franska Nordafrika, grundare och befälhavare av det Fria Frankrikes Kamelkavalleri Corps de Méharistes Français Libres samt plantageägare på Madagaskar.

## Biografi
Edouard Dieffenbach föddes 1897 i Strassburg, som då tillhörde Kejsardömet Tyskland. Han var son till Edouard Dieffenbach, som var bokhållare i Metz, och Marie Caroline Koehl. Dieffenbach korsade fronten under första världskriget och anslöt sig till Frankrikes armé. Efter krigsslutet flyttade han till Madagaskar och grundade en plantage för kokosnötter.
Efter Tysklands invasion av Frankrike ställde sig Madagaskars guvernör lojal med Vichyregimen. Dieffenbachs hemprovins Alsace hade införlivats med Tyskland varför han fängslades av franska styrkor och hans egendom konfiskerades. Han sattes på ett fartyg för transport till Frankrike. Vid Kap Horn inspekterades fartyget av engelsmännen och Dieffenbach fritogs. Därefter företog han den långa resan till Afrikas horn och anslöt sig till de Fria franska styrkorna i Brittiska Somaliland i april 1941, veckor efter dess befrielse genom The East African campaign (också känd som the Abyssinian campaign).
I Brittiska Somaliland grundade Dieffenbach en Méhariste, ett kamelkavalleri, inom Fria franska kamelkåren (franska: Corps de méharistes français libres), först känt som Fria franska kamelplutonen (franska: Peloton de méhariste français libres), med en initial styrka med 15–20 ryttare, för vilka Dieffenbach utsågs till kapten, stationerad i nuvarande Etiopien, Somali och Eritrea. Truppförbandet stred mellan september 1941 och februari 1942 jämsides med de engelska Somaliland Camel Corps samt deltog i slag vid Fälttåget i Östafrika och Fälttåget i Nordafrika.
Efter andra världskrigets slut återvände han till Madagaskar, varvid han fick tillbaka sin plantage och övrig egendom. Dieffenbach var gift med Giselle Louise Eberhardt.

## Utmärkelser
- Riddare (Chevalier) av Franska Hederslegionen [7]
- Médaille commémorative des services volontaires dans la France libre